# 妮科爾·特梅爾
妮科爾·特梅爾（Nycole Turmel，1942年9月1日—），加拿大政治人物，曾任加拿大國會下議院官方反對黨聯邦新民主黨臨時領袖。她於2011年聯邦大選中首次當選下議員，代表魁北克省的赫爾—阿爾默選區。新民主黨黨魁傑克·林頓於2011年7月宣佈暫時卸下該職以專注治病後，她便出任該黨的臨時黨魁，直至新民主黨於2012年3月24日選出唐民凱為新任黨魁為止。特梅爾多年來支持工會活動，並於2000年至2006年間擔任加拿大公共機構僱員工會主席。

## 個人生活
妮科爾·特梅爾於魁北克省聖瑪麗出生。她的父親在區内營運一個乳牛場，但也曾經擔任過市議員。18歲時她與當時的丈夫遷居阿爾瑪鎮，並與他育有三名子女；她與丈夫離婚後獨力照顧子女。1990年她在所屬工會找到一份新工作，遂遷居加蒂諾並在此居住至今。 

## 公務員及工會生涯
特梅爾於1977年獲加拿大聯邦政府聘用，成為阿爾瑪鎮聯邦就業中心就業輔導員的助理。她眼見女性僱員受到不公平對待，遂於1979年參與角逐並當選加拿大就業及移民工會的地區分會副會長。往後年間她陸續在所屬工會的架構中往上攀升，到1980年代末更成為該會的副會長。 
2000年她當選加拿大公共機構僱員工會（Public Service Alliance of Canada，PSAC）的主席，是該會成立34年來首次由女性出任主席。她於2003年連任，到2006年任期屆滿為止。其後她曾於2007年至2011年間擔任加蒂諾市政府申訴公署的副主席，並於渥太華河地區兩個廉租房屋管理局擔任董事。

## 從政
特梅爾於2009年加蒂諾市選中爭奪市議員席位，最後以96票之差敗於對手。
特梅爾從1991年起已是新民主黨黨員。然而，她擔任PSAC主席期間則鼓勵工會會員投票給該會支持的選舉候選人；這些候選人的政見通常與該會相符並有一定勝算，但不一定是新民主黨人。2006年，特梅爾為了支持魁人政團黨籍朋友卡璐·拉瓦耶的競選活動而加入該黨。特梅爾表示她曾是拉瓦耶參選選區的魁人政團黨員，但拒絕將黨籍轉至自己的選區。此舉違反了新民主黨黨章中禁止黨員同時在另一個聯邦政黨中持有黨籍的規定。她在魁人政團期間曾四度捐款給該黨，總數為235元。她亦不支持魁獨；她表示在1980年和1995年兩次魁獨公投中皆投反對票，並從未投票予魁人政團。魁人政團前黨魁杜錫亦曾游說特梅爾代表該黨參選，但她亦因為不支持魁獨而婉拒。2011年1月，她退出魁人政團。
在省政方面，特梅爾曾為魁北克互助黨黨員。她表示因為該黨其中一名領袖弗朗索瓦絲·大衛是她的朋友而加入該黨，並每年申續黨籍。她成為新民主黨臨時黨魁後表示會退出魁北克互助黨。
她於2011年首度代表新民主黨參與國會下議院選舉，並擊敗自由黨候選人馬瑟爾·普魯爾，成為赫爾—阿爾默選區120年來首位非自由黨籍國會下議員。當選後她成為新民主黨全國黨團主席。

### 新民主黨臨時黨魁
2011年7月25日，新民主黨黨魁傑克·林頓宣佈因為患上癌症而暫時卸下該職專注治病，並推薦特梅爾出任臨時黨魁。林頓的推介獲新民主黨黨團一致肯定，而特梅爾亦於7月28日成為臨時黨魁。然而，當時國會正值休會，而林頓亦希望秋季復會後能重返議事廳，因此特梅爾並沒有即時接任國會官方反對黨領袖的職銜。然而，隨著林頓於同年8月22日去世，特梅爾亦成為官方反對黨領袖，並是歷來第二位出任該職的女性（第一位是2000年擔任加拿大聯盟臨時黨魁的狄波拉·格雷）。

## 外部連結
- 加拿大國會官方網站 特梅爾簡介（页面存档备份，存于）